# トヨタビスタ店
トヨタビスタ店（トヨタビスタてん、英: Toyota Vista Store）は、過去に存在したトヨタ自動車のディーラー（販売店）のひとつ。2004年4月に旧ネッツトヨタ店（かつてのトヨタオート店）と統合し消滅、新生ネッツ店となった。新生ネッツ店となるまでは、日本国内のトヨタブランドディーラーとしては最新であった。

## 歴史
- 1980年4月 - 沖縄県を除く全都道府県の66社で営業開始。同時に専売車種として、ハイオーナーカーのクレスタ、四輪駆動車のブリザードを発売。他は他店との併売であるセリカカムリ・ターセル・ハイエースがある。
- 1980年7月 - 特別仕様車「ビスタエディション」シリーズを発売する。
- 1982年4月 - 主力車ビスタをセリカカムリに代わって発売し、5月にはターセルを専売車種とする（カローラ店にはターセルに代わってカローラIIが投入される）。
- 1984年6月 - 初のスポーツカーであるMR2を取り扱い開始。
- 1990年4月 - ブリザードが販売不振により生産終了。ランドクルーザーのライトワゴン仕様のランドクルーザープラドをトヨタ店との併売で取り扱いを開始。
- 1991年11月 - バブル期をにらんでオーバー3Lのラージカー、アリストの取り扱いを開始（オート店→ネッツ店との併売）。同車はネッツ店との統合後もネッツ店で扱われた。
- 1994年1月　- 初のスペシャリティークーペであるカレンを発売。
- 1996年5月 - ハイエーストラック（Y100系）のモデル廃止により、ビスタ店のラインナップからトラックがなくなる。
- 1998年7月 - ビスタのフルモデルチェンジと同時にビスタ初のステーションワゴンでもある「ビスタ・アルデオ」を発売。
- 1999年8月 - トールワゴンのファンカーゴを発売。1.3Lから1.5Lの小型4ドアセダン/ハッチバックのターセルが生産終了。創業時から存在したハイエースワゴンはトヨペット店の専売となり、ハイエースバンも姉妹車のレジアスエースに変更。
- 2000年1月 - WiLLブランドの小型セダン、WiLL Viを発売。
- 2000年4月
  - トヨタビスタ店誕生20周年を機に、紺色とオレンジをイメージカラーとした新ロゴに一新。店舗デザインやカタログも同様にリニューアル[注 2]。テレビCMのサウンドロゴにも使われていたキャッチフレーズを「Welcome To VISTA」から「ACCESS VISTA」へ変更。
  - 高級セダンのプロナードを発売。
- 2000年9月 - 小型ミニバンのスパーキーを発売。
- 2001年4月 - WiLLブランドのハッチバック、WiLL VSを発売。
- 2001年7月 - 看板車種でもありハイソカーブームの立役者でもあるクレスタが生産終了。ヴェロッサを発売。
- 2001年12月 - WiLL Viが生産終了。同車は生産終了後、ネッツ店との統合後も同クラスのセダンの取扱いはなし。
- 2002年5月 - レジアスが生産終了。最上級ミニバンのアルファードVを発売。
- 2002年10月 - WiLLブランドのコンパクトカー、WiLL サイファを発売。
- 2003年9月 - スパーキーが生産終了。
- 2003年10月 - トヨタ英国工場製の国外向けセダン/ワゴンのアベンシスが国内発売開始に伴い、店名でもあったビスタが生産終了。
- 2004年4月 - 販売網再編の一環として、ネッツトヨタ店と統合し、同時にヴェロッサとWILL VSとプロナードが廃止された。

## 過去の取り扱い車種

### ビスタ店専売車種
セダン
- ビスタ
- ターセルセダン（1982年5月までカローラ店と併売）
- クレスタ
- WiLL Vi
- プロナード
- ヴェロッサ
- アベンシスセダン

クーペ
- カレン

ハッチバック / ステーションワゴン
- ターセルハッチバック (1982年5月まではカローラ店と併売）
- WiLL VS
- アベンシスワゴン

ミニバン
- レジアス（ハイエースレジアスはトヨペット店と併売）
- スパーキー（ダイハツ・アトレー7のOEM車種）

SUV
- ブリザード（ダイハツ・タフト/ラガーのOEM車種）

商用車（バン / トラック）
- レジアスエース

### 他系列店との併売車種
セダン
- セリカカムリ（ビスタの登場まで。カローラ店と併売）
- セプターセダン（カローラ店と併売）
- アリスト（旧オート店及びネッツ店と併売）
- オリジン（レクサスを除く全系列店での販売）
- マークII教習車（1993～1995年のみ。トヨペット店、オート店と併売）
- コンフォート教習車（トヨペット店、ネッツ店と併売）

クーペ / スポーツカー
- MR2（旧オート店と併売）
- セラ（旧オート店と併売）
- サイノス（トヨペット店と併売。1994年まではカローラ店とトヨペット店の併売）
- セプタークーペ（カローラ店と併売）
- MR-S（ネッツ店と併売）

ハッチバック / ステーションワゴン
- セプターワゴン（カローラ店と併売）
- WiLL サイファ（カローラ店と併売）
- ラウム (ネッツ店と併売)
- ファンカーゴ（カローラ店と併売）

ミニバン
- ハイエースワゴン（1999年7月まで。トヨペット店と併売、現在はレクサスを除く全系列店での販売）
- イプサム（トヨペット店と併売）
- ランドクルーザープラド（トヨタ店と併売、現在はレクサスを除く全系列店での販売）
- ウィッシュ（ネッツ店と併売）
- アルファードV（トヨペット店ではアルファードGとしての併売、現在はネッツ店専売を経てレクサスを除く全系列店での販売車種「ヴェルファイア」になり「アルファード」の名称はトヨペット店専売を経てレクサスを除く全系列店での販売車種の兄弟車の名称となっている）

SUV
- クルーガーV（カローラ店ではクルーガーLとしての併売）
- ハリアー（クルーガーの登場まで。トヨペット店と併売、現在はレクサスを除く全系列店での販売）

商用車（バン / トラック）
- ハイエース（トヨペット店と併売。バンはレジアスエースに切り替わる。トラックは1996年にモデル廃止）

### 沖縄地区での取扱い
沖縄県には、トヨタビスタ店が設けられなかったため、ビスタ店専売車種については、下記のような取扱いとなっていた。ネッツトヨタ店との統合以降も発売が継続された車種は、統合と同時にネッツトヨタ沖縄での取り扱いとなった。
- 沖縄トヨタ：クレスタ・ヴェロッサ・ブリザード
- 沖縄トヨペット：レジアス・プロナード・レジアスエース

※同社は、ハイエース、レジアスシリーズの兄弟車であるグランドハイエース・ツーリングハイエースを扱っていた他、プロナードの前身であるアバロンも扱っていた。なお、アルファードVは沖縄県では取り扱われておらず、ビスタ店とネッツトヨタ店の統合により取り扱いが開始された。
- トヨタカローラ沖縄：WiLL Vi・WiLL VS・クルーガーV[注 3]
- ネッツトヨタ沖縄（旧トヨタオート沖縄）：ビスタ・アベンシス・ターセル・カレン・スパーキー

## その他
- 当初、今では当たり前のショールーム主体の販売（これまでの自動車ディーラーは訪問販売が主体だった）や日曜営業をするなど、実験的な要素が強かった。
- 経営破綻したディーラーとしては2003年1月28日に民事再生手続きを申請した、北海道旭川市のトヨタビスタ旭川があるが、これは親会社（繊維卸業とホテルを営んでいた東栄）の経営破綻が原因である（自動車販売事業そのものは好調だったが、親会社への債務保証があったため）。同社は100 %減資のうえトヨタ自動車の完全子会社として再生し、現在はネッツトヨタたいせつ（旭川トヨペットグループ）として営業している。
- ビスタ店扱い車種のカタログ、新聞広告、テレビCMには専用のロゴタイプ、サウンドロゴ、アイキャッチが使われていた（Welcome to VISTA→ACCESS VISTAなど）。ビスタ店の無い沖縄県については、宣伝物からはビスタ店を示す表現は消されていたが、ビスタ店専売車種のカタログはそのまま使われた。
- 北海道札幌市の「トヨタビスタ札幌」（現・ネッツトヨタ道都）は、ビスタ店の発足までは「トヨタカローラ北海」で、発足時にビスタ店に鞍替えしている。以前は「札幌トヨタディーゼル」であり、国内の自動車ディーラーでは珍しく、販売系列を3度鞍替えしている（ディーゼル→カローラ→ビスタ→ネッツ）。
- 統合直前まで存在したビスタ店専売車種はレジアスエースが最後まで残っていたが、トヨタ全系列における全車種取り扱い開始に伴いハイエースに統合する形で2020年4月17日に販売終了し、ビスタ店専売車種はすべて姿を消した。
- 統合後の販売会社は、経営母体が同じ場合は統合を機に同一地域の旧ネッツトヨタ店（かつてのオート店）と合併し営業拠点を整理した会社もあったが、旧オート店とビスタ店の経営母体が異なる関係で合併できなかった販売会社があり、同一地域にオート店由来のネッツ店とビスタ店由来のネッツ店が存在し、営業拠点が近接していることが見られる。